# Medalhistas olímpicos do boxe
O boxe é um esporte disputado em Jogos Olímpicos desde a terceira edição, em 1904. Em sua história, teve diversas divisões de categorias. Até os Jogos de Pequim, em 2008, eram onze categorias, todas masculinas. Estes são os medalhistas olímpicos do esporte:

## Categorias atuais

### Masculino

#### Peso mosca
- Até 47,6 kg (105 lb): 1904
- Até 50,8 kg (112 lb): 1920–1936
- Até 51 kg: 1948–2008; 2024
- Até 52 kg: 2012–2020

| Evento                           | Ouro                               | Prata                                     | Bronze                                                                         |
| -------------------------------- | ---------------------------------- | ----------------------------------------- | ------------------------------------------------------------------------------ |
| St. Louis 1904 (detalhes)        | George Finnegan USA Estados Unidos | Miles Burke USA Estados Unidos            | Nenhuma                                                                        |
| Antuérpia 1920 (detalhes)        | Frankie Genaro USA Estados Unidos  | Anders Petersen DEN Dinamarca             | William Cuthbertson GBR Grã-Bretanha                                           |
| Paris 1924 (detalhes)            | Fidel LaBarba USA Estados Unidos   | James McKenzie GBR Grã-Bretanha           | Raymond Fee USA Estados Unidos                                                 |
| Amsterdã 1928 (detalhes)         | Antal Kocsis HUN Hungria           | Armand Apell FRA França                   | Carlo Cavagnoli ITA Itália                                                     |
| Los Angeles 1932 (detalhes)      | István Énekes HUN Hungria          | Francisco Cabañas MEX México              | Louis Salica USA Estados Unidos                                                |
| Berlim 1936 (detalhes)           | Willy Kaiser GER Alemanha          | Gavino Matta ITA Itália                   | Louis Laurie USA Estados Unidos                                                |
| Londres 1948 (detalhes)          | Pascual Pérez ARG Argentina        | Spartaco Bandinelli ITA Itália            | Han Soo-ann KOR Coreia do Sul                                                  |
| Helsinque 1952 (detalhes)        | Nate Brooks USA Estados Unidos     | Edgar Basel GER Alemanha                  | Anatoli Bulakov URS União SoviéticaWillie Toweel RSA África do Sul             |
| Melbourne 1956 (detalhes)        | Terence Spinks GBR Grã-Bretanha    | Mircea Dobrescu ROU Romênia               | John Caldwell IRL IrlandaRené Libeer FRA França                                |
| Roma 1960 (detalhes)             | Gyula Török HUN Hungria            | Sergei Sivko URS União Soviética          | Abdel Moneim El-Guindi EGY EgitoKiyoshi Tanabe JPN Japão                       |
| Tóquio 1964 (detalhes)           | Fernando Atzori ITA Itália         | Artur Olech POL Polônia                   | Robert Carmody USA Estados UnidosStanislav Sorokin URS União Soviética         |
| Cidade do México 1968 (detalhes) | Ricardo Delgado MEX México         | Artur Olech POL Polônia                   | Servílio de Oliveira BRA BrasilLeo Rwabwogo UGA Uganda                         |
| Munique 1972 (detalhes)          | Georgi Kostadinov BUL Bulgária     | Leo Rwabwogo UGA Uganda                   | Leszek Błażyński POL PolôniaDouglas Rodríguez CUB Cuba                         |
| Montreal 1976 (detalhes)         | Leo Randolph USA Estados Unidos    | Ramón Duvalón CUB Cuba                    | Leszek Błażyński POL PolôniaDavid Torosyan URS União Soviética                 |
| Moscou 1980 (detalhes)           | Petar Lesov BUL Bulgária           | Viktor Miroshnichenko URS União Soviética | Hugh Russell IRL IrlandaJános Váradi HUN Hungria                               |
| Los Angeles 1984 (detalhes)      | Steve McCrory USA Estados Unidos   | Redzep Redzepovski YUG Iugoslávia         | Ibrahim Bilali KEN QuêniaEyüp Can TUR Turquia                                  |
| Seul 1988 (detalhes)             | Kim Kwang-sun KOR Coreia do Sul    | Andreas Tews GDR Alemanha Oriental        | Mario González MEX MéxicoTimofey Skryabin URS União Soviética                  |
| Barcelona 1992 (detalhes)        | Choi Chol-su PRK Coreia do Norte   | Raúl González CUB Cuba                    | Tim Austin USA Estados UnidosIstván Kovács HUN Hungria                         |
| Atlanta 1996 (detalhes)          | Maikro Romero CUB Cuba             | Bulat Jumadilov KAZ Cazaquistão           | Zoltan Lunka GER AlemanhaAlbert Pakeyev RUS Rússia                             |
| Sydney 2000 (detalhes)           | Wijan Ponlid THA Tailândia         | Bulat Jumadilov KAZ Cazaquistão           | Wladimir Sidorenko UKR UcrâniaJérôme Thomas FRA França                         |
| Atenas 2004 (detalhes)           | Yuriorkis Gamboa CUB Cuba          | Jérôme Thomas FRA França                  | Rustamhodza Rahimov GER AlemanhaFuad Aslanov AZE Azerbaijão                    |
| Pequim 2008 (detalhes)           | Somjit Jongjohor THA Tailândia     | Andry Laffita CUB Cuba                    | Vincenzo Picardi ITA ItáliaGeorgy Balakshin RUS Rússia                         |
| Londres 2012 (detalhes)          | Robeisy Ramírez CUB Cuba           | Nyambayaryn Tögstsogt MGL Mongólia        | Mikhail Aloyan RUS RússiaMichael Conlan IRL Irlanda                            |
| Rio 2016 (detalhes)              | Shakhobidin Zoirov UZB Uzbequistão | Yoel Finol VEN Venezuela                  | Hu Jianguan CHN China                                                          |
| Tóquio 2020 (detalhes)           | Galal Yafai GBR Grã-Bretanha       | Carlo Paalam PHI Filipinas                | Saken Bibossinov KAZ Cazaquistão Ryomei Tanaka JPN Japão                       |
| Paris 2024 (detalhes)            | Hasanboy Dusmatov UZB Uzbequistão  | Billal Bennama FRA França                 | Daniel Varela de Pina CPV Cabo Verde Junior Alcántara DOM República Dominicana |

#### Peso pena
- Até 56,7 kg (125 lb): 1904
- Até 57 kg: 1952–2008; 2020–2024
- Até 57,2 kg (126 lb): 1908; 1920–1936
- Até 58 kg: 1948

| Evento                           | Ouro                                     | Prata                                    | Bronze                                                              |
| -------------------------------- | ---------------------------------------- | ---------------------------------------- | ------------------------------------------------------------------- |
| St. Louis 1904 (detalhes)        | Oliver Kirk USA Estados Unidos           | Frank Haller USA Estados Unidos          | Frederick Gilmore USA Estados Unidos                                |
| Londres 1908 (detalhes)          | Richard Gunn GBR Grã-Bretanha            | Charles Morris GBR Grã-Bretanha          | Hugh Roddin GBR Grã-Bretanha                                        |
| Antuérpia 1920 (detalhes)        | Paul Fritsch FRA França                  | Jean Gachet FRA França                   | Edoardo Garzena ITA Itália                                          |
| Paris 1924 (detalhes)            | Jackie Fields USA Estados Unidos         | Joseph Salas USA Estados Unidos          | Pedro Quartucci ARG Argentina                                       |
| Amsterdã 1928 (detalhes)         | Bep van Klaveren NED Países Baixos       | Víctor Peralta ARG Argentina             | Harold Devine USA Estados Unidos                                    |
| Los Angeles 1932 (detalhes)      | Carmelo Robledo ARG Argentina            | Josef Schleinkofer GER Alemanha          | Allan Carlsson SWE Suécia                                           |
| Berlim 1936 (detalhes)           | Oscar Casanovas ARG Argentina            | Charles Catterall RSA África do Sul      | Josef Miner GER Alemanha                                            |
| Londres 1948 (detalhes)          | Ernesto Formenti ITA Itália              | Dennis Shepherd RSA África do Sul        | Aleksy Antkiewicz POL Polônia                                       |
| Helsinque 1952 (detalhes)        | Ján Zachara TCH Checoslováquia           | Sergio Caprari ITA Itália                | Leonard Leisching RSA África do SulJoseph Ventaja FRA França        |
| Melbourne 1956 (detalhes)        | Vladimir Safronov URS União Soviética    | Thomas Nicholls GBR Grã-Bretanha         | Pentti Hämäläinen FIN FinlândiaHenryk Niedžwiedzki POL Polônia      |
| Roma 1960 (detalhes)             | Francesco Musso ITA Itália               | Jerzy Adamski POL Polônia                | Jorma Limmonen FIN FinlândiaWilliam Meyers RSA África do Sul        |
| Tóquio 1964 (detalhes)           | Stanislav Stepashkin URS União Soviética | Anthony Villanueva PHI Filipinas         | Charles Brown USA Estados UnidosHeinz Schulz EUA Equipe Alemã Unida |
| Cidade do México 1968 (detalhes) | Antonio Roldán MEX México                | Alberto Robinson USA Estados Unidos      | Ivan Mihailov BUL BulgáriaPhilip Waruinge KEN Quênia                |
| Munique 1972 (detalhes)          | Boris Kuznetsov URS União Soviética      | Philip Waruinge KEN Quênia               | András Botos HUN HungriaClemente Rojas COL Colômbia                 |
| Montreal 1976 (detalhes)         | Ángel Herrera Vera CUB Cuba              | Richard Nowakowski GDR Alemanha Oriental | Leszek Kosedowski POL PolôniaJuan Paredes MEX México                |
| Moscou 1980 (detalhes)           | Rudi Fink GDR Alemanha Oriental          | Adolfo Horta CUB Cuba                    | Krzysztof Kosedowski POL PolôniaViktor Rybakov URS União Soviética  |
| Los Angeles 1984 (detalhes)      | Meldrick Taylor USA Estados Unidos       | Peter Konyegwachie NGR Nigéria           | Türgüt Aykaç TUR TurquiaOmar Catari VEN Venezuela                   |
| Seul 1988 (detalhes)             | Giovanni Parisi ITA Itália               | Daniel Dumitrescu ROU Romênia            | Abdelhak Achik MAR MarrocosLee Jae-hyuk KOR Coreia do Sul           |
| Barcelona 1992 (detalhes)        | Andreas Tews GER Alemanha                | Faustino Reyes ESP Espanha               | Ramaz Paliani EUN Equipa UnificadaHocine Soltani ALG Argélia        |
| Atlanta 1996 (detalhes)          | Somluck Kamsing THA Tailândia            | Serafim Todorov BUL Bulgária             | Pablo Chacón ARG ArgentinaFloyd Mayweather Jr. USA Estados Unidos   |
| Sydney 2000 (detalhes)           | Bekzat Sattarkhanov KAZ Cazaquistão      | Rocky Juarez USA Estados Unidos          | Kamil Djamaloudinov RUS RússiaTahar Tamsamani MAR Marrocos          |
| Atenas 2004 (detalhes)           | Aleksei Tishchenko RUS Rússia            | Kim Song-guk PRK Coreia do Norte         | Jo Seok-hwan KOR Coreia do SulVitali Tajbert GER Alemanha           |
| Pequim 2008 (detalhes)           | Vasyl Lomachenko UKR Ucrânia             | Khedafi Djelkhir FRA França              | Yakup Kılıç TUR TurquiaShahin Imranov AZE Azerbaijão                |
| Tóquio 2020 (detalhes)           | Albert Batyrgaziev ROC                   | Duke Ragan USA Estados Unidos            | Lázaro Álvarez CUB Cuba Samuel Takyi GHA Gana                       |
| Paris 2024 (detalhes)            | Abdumalik Khalokov UZB Uzbequistão       | Munarbek Seiitbek Uulu KGZ Quirguistão   | Charlie Senior AUS Austrália Javier Ibáñez BUL Bulgária             |

#### Peso leve
- Até 60 kg: 1952–2016
- Até 61,2 kg (135 lb): 1904; 1920–1936
- Até 62 kg: 1948
- Até 63 kg: 2020
- Até 63,5 kg (140 lb): 1908; 2024

| Evento                           | Ouro                                | Prata                                   | Bronze                                                              |
| -------------------------------- | ----------------------------------- | --------------------------------------- | ------------------------------------------------------------------- |
| St. Louis 1904 (detalhes)        | Harry Spanjer USA Estados Unidos    | Russell van Horn USA Estados Unidos     | Peter Sturholdt USA Estados Unidos                                  |
| Londres 1908 (detalhes)          | Frederick Grace GBR Grã-Bretanha    | Frederick Spiller GBR Grã-Bretanha      | Harry Johnson GBR Grã-Bretanha                                      |
| Antuérpia 1920 (detalhes)        | Samuel Mosberg USA Estados Unidos   | Gotfred Johansen DEN Dinamarca          | Clarence Newton CAN Canadá                                          |
| Paris 1924 (detalhes)            | Hans Jacob Nielsen DEN Dinamarca    | Alfredo Copello ARG Argentina           | Frederick Boylstein USA Estados Unidos                              |
| Amsterdã 1928 (detalhes)         | Carlo Orlandi ITA Itália            | Stephen Halaiko USA Estados Unidos      | Gunnar Berggren SWE Suécia                                          |
| Los Angeles 1932 (detalhes)      | Lawrence Stevens RSA África do Sul  | Thure Ahlqvist SWE Suécia               | Nathan Bor USA Estados Unidos                                       |
| Berlim 1936 (detalhes)           | Imre Harangi HUN Hungria            | Nikolai Stepulov EST Estônia            | Erik Ågren SWE Suécia                                               |
| Londres 1948 (detalhes)          | Gerald Dreyer RSA África do Sul     | Joseph Vissers BEL Bélgica              | Svend Wad DEN Dinamarca                                             |
| Helsinque 1952 (detalhes)        | Aureliano Bolognesi ITA Itália      | Aleksy Antkiewicz POL Polônia           | Gheorghe Fiat ROU RomêniaErkki Pakkanen FIN Finlândia               |
| Melbourne 1956 (detalhes)        | Dick McTaggart GBR Grã-Bretanha     | Harry Kurschat EUA Equipe Alemã Unida   | Anthony Byrne IRL IrlandaAnatoly Lagetko URS União Soviética        |
| Roma 1960 (detalhes)             | Kazimierz Paździor POL Polônia      | Sandro Lopopolo ITA Itália              | Abel Laudonio ARG ArgentinaDick McTaggart GBR Grã-Bretanha          |
| Tóquio 1964 (detalhes)           | Józef Grudzień POL Polônia          | Velikton Barannikov URS União Soviética | Ronald Allen Harris USA Estados UnidosJim McCourt IRL Irlanda       |
| Cidade do México 1968 (detalhes) | Ronnie Harris USA Estados Unidos    | Józef Grudzień POL Polônia              | Calistrat Cutov ROU RomêniaZvonimir Vujin YUG Iugoslávia            |
| Munique 1972 (detalhes)          | Jan Szczepański POL Polônia         | László Orbán HUN Hungria                | Samuel Mbugua KEN QuêniaAlfonso Pérez COL Colômbia                  |
| Montreal 1976 (detalhes)         | Howard Davis Jr. USA Estados Unidos | Simion Cutov ROU Romênia                | Ace Rusevski YUG IugosláviaVassily Solomin URS União Soviética      |
| Moscou 1980 (detalhes)           | Ángel Herrera CUB Cuba              | Viktor Demyanenko URS União Soviética   | Kazimierz Adach POL PolôniaRichard Nowakowski GDR Alemanha Oriental |
| Los Angeles 1984 (detalhes)      | Pernell Whitaker USA Estados Unidos | Luis Ortiz PUR Porto Rico               | Chun Chil-sung KOR Coreia do SulMartin Ndongo-Ebanga CMR Camarões   |
| Seul 1988 (detalhes)             | Andreas Zülow GDR Alemanha Oriental | George Cramne SWE Suécia                | Romallis Ellis USA Estados UnidosNergüin Enkhbat MGL Mongólia       |
| Barcelona 1992 (detalhes)        | Oscar de la Hoya USA Estados Unidos | Marco Rudolph GER Alemanha              | Namjilyn Bayarsaikhan MGL MongóliaHong Sung-sik KOR Coreia do Sul   |
| Atlanta 1996 (detalhes)          | Hocine Soltani ALG Argélia          | Tontcho Tontchev BUL Bulgária           | Terrance Cauthen USA Estados UnidosLeonard Doroftei ROU Romênia     |
| Sydney 2000 (detalhes)           | Mario Kindelán CUB Cuba             | Andreas Kotelnik UKR Ucrânia            | Cristián Bejarano MEX MéxicoAlexander Maletin RUS Rússia            |
| Atenas 2004 (detalhes)           | Mario Kindelán CUB Cuba             | Amir Khan GBR Grã-Bretanha              | Murat Khrachev RUS RússiaSerik Yeleuov KAZ Cazaquistão              |
| Pequim 2008 (detalhes)           | Aleksei Tishchenko RUS Rússia       | Daouda Sow FRA França                   | Hrachik Javakhyan ARM ArmêniaYordenis Ugás CUB Cuba                 |
| Londres 2012 (detalhes)          | Vasyl Lomachenko UKR Ucrânia        | Han Soon-chul KOR Coreia do Sul         | Yasniel Toledo CUB CubaEvaldas Petrauskas LTU Lituânia              |
| Rio 2016 (detalhes)              | Robson Conceição BRA Brasil         | Sofiane Oumiha FRA França               | Lázaro Álvarez CUB CubaDorjnyambuugiin Otgondalai MGL Mongólia      |
| Tóquio 2020 (detalhes)           | Andy Cruz CUB Cuba                  | Keyshawn Davis USA Estados Unidos       | Harry Garside AUS Austrália Hovhannes Bachkov ARM Armênia           |
| Paris 2024 (detalhes)            | Erislandy Álvarez CUB Cuba          | Sofiane Oumiha FRA França               | Lasha Guruli GEO Geórgia Wyatt Sanford CAN Canadá                   |

#### Peso meio-médio
- Até 65,8 kg (145 lb): 1904
- Até 66,7 kg (147 lb): 1920–1936
- Até 67 kg: 1948–2000
- Até 69 kg: 2004–2020
- Até 71 kg: 2024

| Evento                           | Ouro                                    | Prata                                 | Bronze                                                                |
| -------------------------------- | --------------------------------------- | ------------------------------------- | --------------------------------------------------------------------- |
| St. Louis 1904 (detalhes)        | Albert Young USA Estados Unidos         | Harry Spanjer USA Estados Unidos      | Joseph Lydon USA Estados Unidos                                       |
| Antuérpia 1920 (detalhes)        | Bert Schneider CAN Canadá               | Alexander Ireland GBR Grã-Bretanha    | Frederick Colberg USA Estados Unidos                                  |
| Paris 1924 (detalhes)            | Jean Delarge BEL Bélgica                | Héctor Méndez ARG Argentina           | Douglas Lewis CAN Canadá                                              |
| Amsterdã 1928 (detalhes)         | Ted Morgan NZL Nova Zelândia            | Raúl Landini ARG Argentina            | Raymond Smillie CAN Canadá                                            |
| Los Angeles 1932 (detalhes)      | Edward Flynn USA Estados Unidos         | Erich Campe GER Alemanha              | Bruno Ahlberg FIN Finlândia                                           |
| Berlim 1936 (detalhes)           | Sten Suvio FIN Finlândia                | Michael Murach GER Alemanha           | Gerhard Pedersen DEN Dinamarca                                        |
| Londres 1948 (detalhes)          | Július Torma TCH Checoslováquia         | Horace Herring USA Estados Unidos     | Alessandro D'Ottavio ITA Itália                                       |
| Helsinque 1952 (detalhes)        | Zygmunt Chychła POL Polônia             | Sergei Scherbakov URS União Soviética | Günther Heidemann GER AlemanhaVictor Jörgensen DEN Dinamarca          |
| Melbourne 1956 (detalhes)        | Nicolae Linca ROU Romênia               | Frederick Tiedt IRL Irlanda           | Nicholas Gargano GBR Grã-BretanhaKevin Hogarth AUS Austrália          |
| Roma 1960 (detalhes)             | Giovanni Benvenuti ITA Itália           | Yuri Radonyak URS União Soviética     | Leszek Drogosz POL PolôniaJimmy Lloyd GBR Grã-Bretanha                |
| Tóquio 1964 (detalhes)           | Marian Kasprzyk POL Polônia             | Ričardas Tamulis URS União Soviética  | Silvano Bertini ITA ItáliaPertti Purhonen FIN Finlândia               |
| Cidade do México 1968 (detalhes) | Manfred Wolke GDR Alemanha Oriental     | Joseph Bessala CMR Camarões           | Mario Guilloti ARG ArgentinaVladimir Musalimov URS União Soviética    |
| Munique 1972 (detalhes)          | Emilio Correa CUB Cuba                  | János Kajdi HUN Hungria               | Dick Murunga KEN QuêniaJesse Valdez USA Estados Unidos                |
| Montreal 1976 (detalhes)         | Jochen Bachfeld GDR Alemanha Oriental   | Pedro Gamarro VEN Venezuela           | Reinhard Skricek FRG Alemanha OcidentalVictor Zilberman ROU Romênia   |
| Moscou 1980 (detalhes)           | Andrés Aldama CUB Cuba                  | John Mugabi UGA Uganda                | Karl-Heinz Krüger GDR Alemanha OrientalKazimierz Szczerba POL Polônia |
| Los Angeles 1984 (detalhes)      | Mark Breland USA Estados Unidos         | An Young-su KOR Coreia do Sul         | Luciano Bruno ITA ItáliaJoni Nyman FIN Finlândia                      |
| Seul 1988 (detalhes)             | Robert Wangila KEN Quênia               | Laurent Boudouani FRA França          | Jan Dydak POL PolôniaKenneth Gould USA Estados Unidos                 |
| Barcelona 1992 (detalhes)        | Michael Carruth IRL Irlanda             | Juan Hernández Sierra CUB Cuba        | Aníbal Santiago Acevedo PUR Porto RicoArkhom Chenglai THA Tailândia   |
| Atlanta 1996 (detalhes)          | Oleg Saitov RUS Rússia                  | Juan Hernández Sierra CUB Cuba        | Daniel Santos PUR Porto RicoMarian Simion ROU Romênia                 |
| Sydney 2000 (detalhes)           | Oleg Saitov RUS Rússia                  | Sergey Dotsenko UKR Ucrânia           | Vitalie Grușac MDA MoldáviaDorel Simion ROU Romênia                   |
| Atenas 2004 (detalhes)           | Bakhtiyar Artayev KAZ Cazaquistão       | Lorenzo Aragón CUB Cuba               | Kim Jung-joo KOR Coreia do SulOleg Saitov RUS Rússia                  |
| Pequim 2008 (detalhes)           | Bakhyt Sarsekbayev KAZ Cazaquistão      | Carlos Banteaux CUB Cuba              | Hanati Silamu CHN ChinaKim Jung-joo KOR Coreia do Sul                 |
| Londres 2012 (detalhes)          | Serik Sapiyev KAZ Cazaquistão           | Fred Evans GBR Grã-Bretanha           | Taras Shelestyuk UKR UcrâniaAndrey Zamkovoy RUS Rússia                |
| Rio 2016 (detalhes)              | Daniyar Yeleussinov KAZ Cazaquistão     | Shakhram Giyasov UZB Uzbequistão      | Mohammed Rabii MAR MarrocosSouleymane Cissokho FRA França             |
| Tóquio 2020 (detalhes)           | Roniel Iglesias CUB Cuba                | Pat McCormack GBR Grã-Bretanha        | Andrey Zamkovoy ROC Aidan Walsh IRL Irlanda                           |
| Paris 2024 (detalhes)            | Asadkhuja Muydinkhujaev UZB Uzbequistão | Marco Verde MEX México                | Omari Jones USA Estados Unidos Lewis Richardson GBR Grã-Bretanha      |

#### Peso meio-pesado

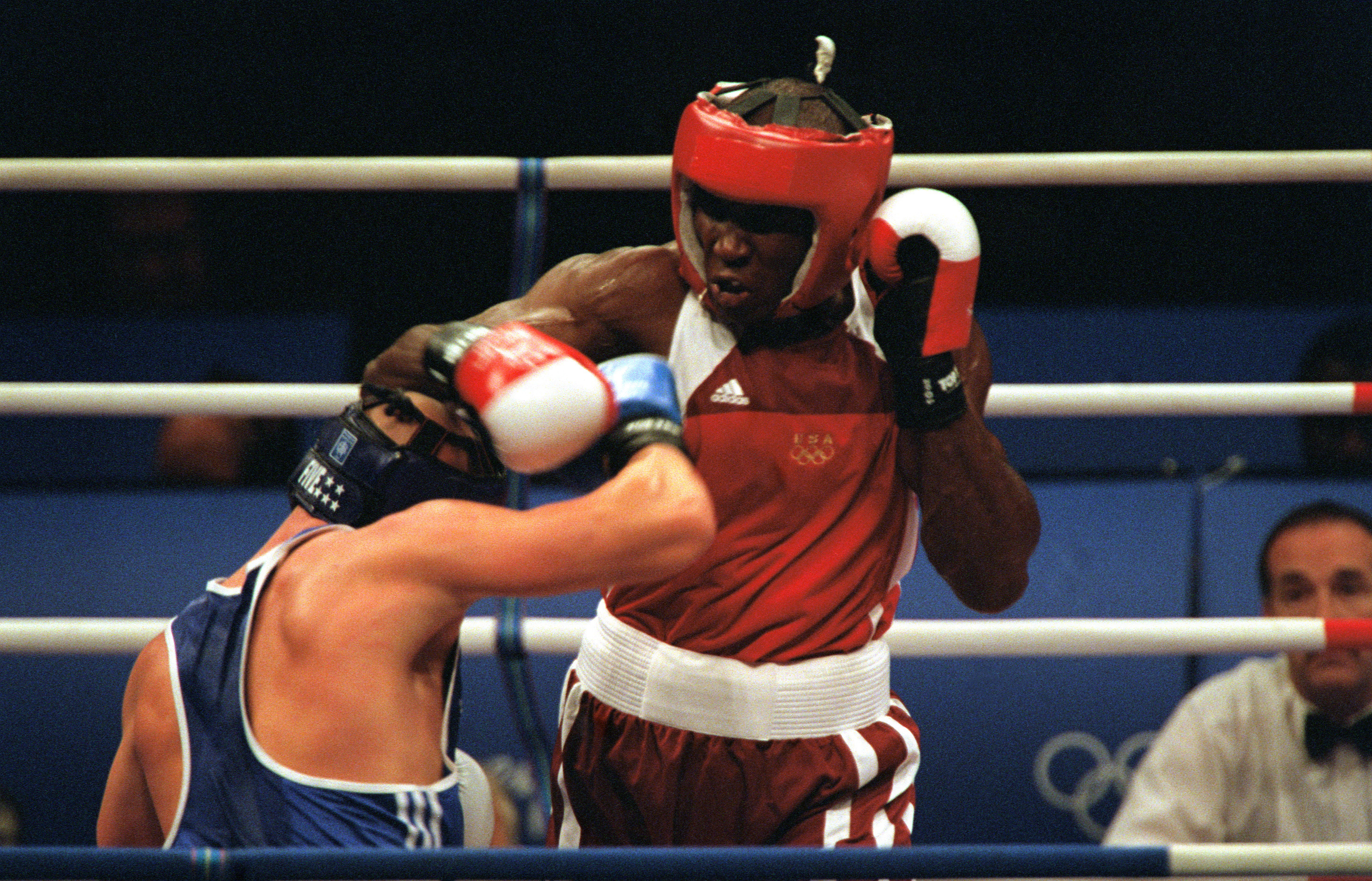
Rudolf Kraj (de azul) em combate durante os Jogos de 2000.

- Até 79,4 kg (175 lb): 1920–1936
- Até 80 kg: 1948; 2024
- Até 81 kg: 1952–2020

| Evento                           | Ouro                                | Prata                                     | Bronze                                                              |
| -------------------------------- | ----------------------------------- | ----------------------------------------- | ------------------------------------------------------------------- |
| Antuérpia 1920 (detalhes)        | Eddie Eagan USA Estados Unidos      | Sverre Sørsdal NOR Noruega                | Harold Franks GBR Grã-Bretanha                                      |
| Paris 1924 (detalhes)            | Harry Mitchell GBR Grã-Bretanha     | Thyge Petersen DEN Dinamarca              | Sverre Sørsdal NOR Noruega                                          |
| Amsterdã 1928 (detalhes)         | Víctor Avendaño ARG Argentina       | Ernst Pistulla GER Alemanha               | Karel Miljon NED Países Baixos                                      |
| Los Angeles 1932 (detalhes)      | David Carstens RSA África do Sul    | Gino Rossi ITA Itália                     | Peter Jørgensen DEN Dinamarca                                       |
| Berlim 1936 (detalhes)           | Roger Michelot FRA França           | Richard Vogt GER Alemanha                 | Francisco Risiglione ARG Argentina                                  |
| Londres 1948 (detalhes)          | George Hunter RSA África do Sul     | Donald Scott GBR Grã-Bretanha             | Mauro Cía ARG Argentina                                             |
| Helsinque 1952 (detalhes)        | Norvel Lee USA Estados Unidos       | Antonio Pacenza ARG Argentina             | Anatoly Perov URS União SoviéticaHarri Siljander FIN Finlândia      |
| Melbourne 1956 (detalhes)        | James Boyd USA Estados Unidos       | Gheorghe Negrea ROU Romênia               | Carlos Lucas CHI ChileRomualdas Murauskas URS União Soviética       |
| Roma 1960 (detalhes)             | Cassius Clay USA Estados Unidos     | Zbigniew Pietrzykowski POL Polônia        | Anthony Madigan AUS AustráliaGiulio Saraudi ITA Itália              |
| Tóquio 1964 (detalhes)           | Cosimo Pinto ITA Itália             | Aleksei Kiselyov URS União Soviética      | Alexander Nikolov BUL BulgáriaZbigniew Pietrzykowski POL Polônia    |
| Cidade do México 1968 (detalhes) | Danas Pozniakas URS União Soviética | Ion Monea ROU Romênia                     | Stanisław Dragan POL PolôniaGeorgi Stankov BUL Bulgária             |
| Munique 1972 (detalhes)          | Mate Parlov YUG Iugoslávia          | Gilberto Carrillo CUB Cuba                | Janusz Gortat POL PolôniaIsaac Ikhouria NGR Nigéria                 |
| Montreal 1976 (detalhes)         | Leon Spinks USA Estados Unidos      | Sixto Soria CUB Cuba                      | Costică Dafinoiu ROU RomêniaJanusz Gortat POL Polônia               |
| Moscou 1980 (detalhes)           | Slobodan Kačar YUG Iugoslávia       | Paweł Skrzecz POL Polônia                 | Herbert Bauch GDR Alemanha OrientalRicardo Rojas CUB Cuba           |
| Los Angeles 1984 (detalhes)      | Anton Josipović YUG Iugoslávia      | Kevin Barry NZL Nova Zelândia             | Evander Holyfield USA Estados UnidosMustapha Moussa ALG Argélia     |
| Seul 1988 (detalhes)             | Andrew Maynard USA Estados Unidos   | Nurmagomed Shanavazov URS União Soviética | Henryk Petrich POL PolôniaDamir Škaro YUG Iugoslávia                |
| Barcelona 1992 (detalhes)        | Torsten May GER Alemanha            | Rostyslav Zaulychnyi EUN Equipa Unificada | Wojciech Bartnik POL PolôniaZoltán Béres HUN Hungria                |
| Atlanta 1996 (detalhes)          | Vassiliy Jirov KAZ Cazaquistão      | Lee Seung-bae KOR Coreia do Sul           | Antonio Tarver USA Estados UnidosThomas Ulrich GER Alemanha         |
| Sydney 2000 (detalhes)           | Aleksandr Lebziak RUS Rússia        | Rudolf Kraj CZE República Checa           | Andriy Fedchuk UKR UcrâniaSergey Mihaylov UZB Uzbequistão           |
| Atenas 2004 (detalhes)           | Andre Ward USA Estados Unidos       | Magomed Aripgadjiev BLR Bielorrússia      | Utkirbek Haydarov UZB UzbequistãoAhmed Ismail EGY Egito             |
| Pequim 2008 (detalhes)           | Zhang Xiaoping CHN China            | Kenneth Egan IRL Irlanda                  | Tony Jeffries GBR Grã-BretanhaYerkebuian Shynaliyev KAZ Cazaquistão |
| Londres 2012 (detalhes)          | Egor Mekhontsev RUS Rússia          | Adilbek Niyazymbetov KAZ Cazaquistão      | Yamaguchi Falcão Florentino BRA BrasilOleksandr Hvozdyk UKR Ucrânia |
| Rio 2016 (detalhes)              | Julio César La Cruz CUB Cuba        | Adilbek Niyazymbetov KAZ Cazaquistão      | Mathieu Bauderlique FRA FrançaJoshua Buatsi GBR Grã-Bretanha        |
| Tóquio 2020 (detalhes)           | Arlen López CUB Cuba                | Benjamin Whittaker GBR Grã-Bretanha       | Loren Alfonso AZE Azerbaijão Imam Khataev ROC                       |
| Paris 2024 (detalhes)            | Oleksandr Khyzhniak UKR Ucrânia     | Nurbek Oralbay KAZ Cazaquistão            | Arlen López CUB Cuba Cristian Pinales DOM República Dominicana      |

#### Peso pesado

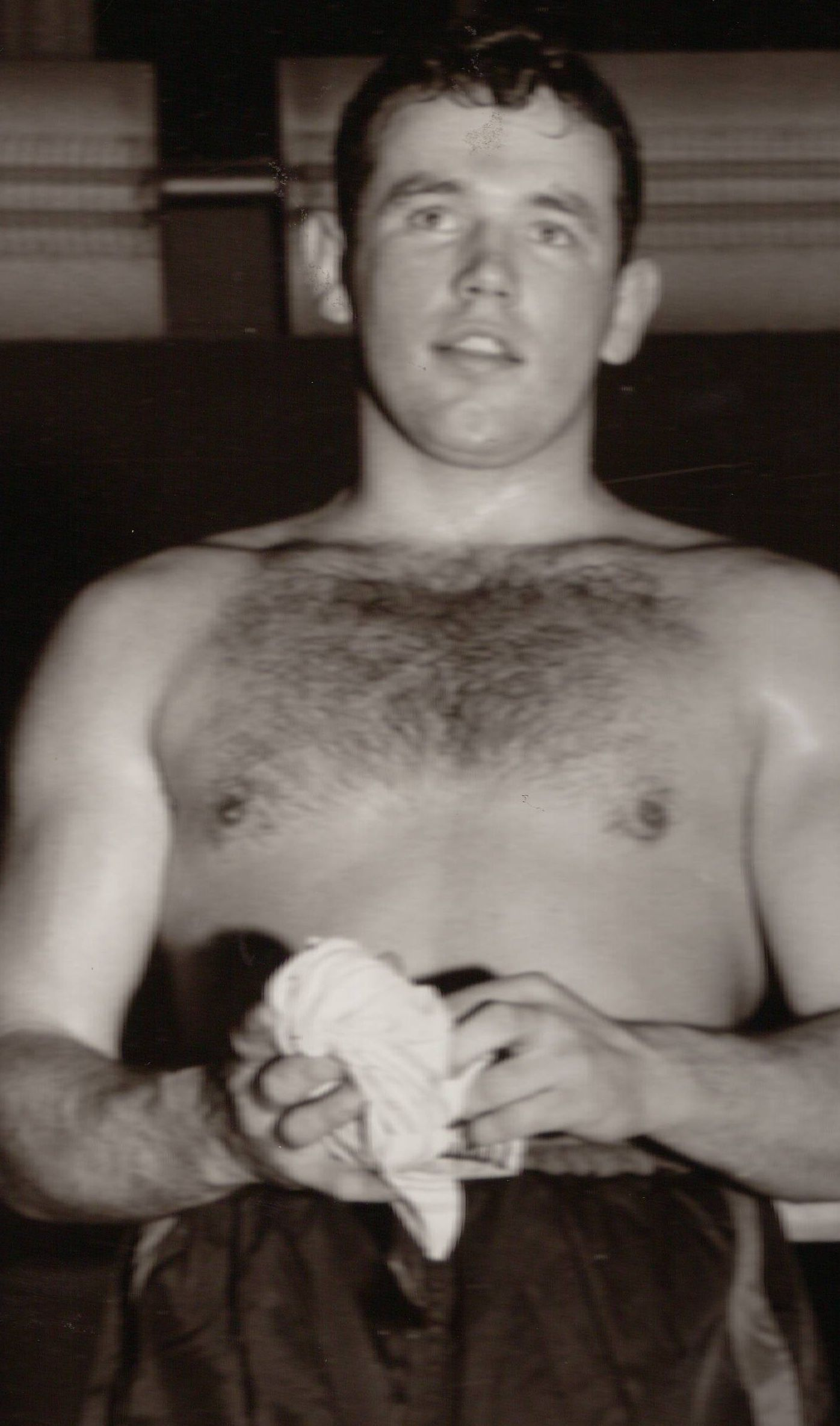
Ingemar Johansson, medalha de prata em 1952.

- Mais de 71,7 kg (158 lb): 1904–1908
- Mais de 79,4 kg (175 lb): 1920–1936
- Mais de 80 kg: 1948
- Mais de 81 kg: 1952–1980
- Até 91 kg: 1984–2020
- Até 92 kg: 2024

| Evento                           | Ouro                                | Prata                             | Bronze                                                               |
| -------------------------------- | ----------------------------------- | --------------------------------- | -------------------------------------------------------------------- |
| St. Louis 1904 (detalhes)        | Samuel Berger USA Estados Unidos    | Charles Mayer USA Estados Unidos  | William Michaels USA Estados Unidos                                  |
| Londres 1908 (detalhes)          | Albert Oldman GBR Grã-Bretanha      | Sydney Evans GBR Grã-Bretanha     | Frederick Parks GBR Grã-Bretanha                                     |
| Antuérpia 1920 (detalhes)        | Ronald Rawson GBR Grã-Bretanha      | Søren Petersen DEN Dinamarca      | Albert Eluère FRA França                                             |
| Paris 1924 (detalhes)            | Otto von Porat NOR Noruega          | Søren Petersen DEN Dinamarca      | Alfredo Porzio ARG Argentina                                         |
| Amsterdã 1928 (detalhes)         | Arturo Rodríguez ARG Argentina      | Nils Ramm SWE Suécia              | Michael Michaelsen DEN Dinamarca                                     |
| Los Angeles 1932 (detalhes)      | Santiago Lovell ARG Argentina       | Luigi Rovati ITA Itália           | Frederick Feary USA Estados Unidos                                   |
| Berlim 1936 (detalhes)           | Herbert Runge GER Alemanha          | Guillermo Lovell ARG Argentina    | Erling Nilsen NOR Noruega                                            |
| Londres 1948 (detalhes)          | Rafael Iglesias ARG Argentina       | Gunnar Nilsson SWE Suécia         | John Arthur RSA África do Sul                                        |
| Helsinque 1952 (detalhes)        | Ed Sanders USA Estados Unidos       | Ingemar Johansson SWE Suécia      | Ilkka Koski FIN FinlândiaAndries Nieman RSA África do Sul            |
| Melbourne 1956 (detalhes)        | Peter Rademacher USA Estados Unidos | Lev Mukhin URS União Soviética    | Daniel Bekker RSA África do SulGiacomo Bozzano ITA Itália            |
| Roma 1960 (detalhes)             | Franco De Piccoli ITA Itália        | Daniel Bekker RSA África do Sul   | Josef Němec TCH ChecoslováquiaGünter Siegmund EUA Equipe Alemã Unida |
| Tóquio 1964 (detalhes)           | Joe Frazier USA Estados Unidos      | Hans Huber EUA Equipe Alemã Unida | Giuseppe Ros ITA ItáliaVadim Yemelyanov URS União Soviética          |
| Cidade do México 1968 (detalhes) | George Foreman USA Estados Unidos   | Jonas Čepulis URS União Soviética | Giorgio Bambini ITA ItáliaJoaquín Rocha MEX México                   |
| Munique 1972 (detalhes)          | Teófilo Stevenson CUB Cuba          | Ion Alexe ROU Romênia             | Peter Hussing FRG Alemanha OcidentalHasse Thomsén SWE Suécia         |
| Montreal 1976 (detalhes)         | Teófilo Stevenson CUB Cuba          | Mircea Șimon ROU Romênia          | Clarence Hill BER BermudasJohn Tate USA Estados Unidos               |
| Moscou 1980 (detalhes)           | Teófilo Stevenson CUB Cuba          | Pyotr Zayev URS União Soviética   | Jürgen Fanghänel GDR Alemanha OrientalIstván Lévai HUN Hungria       |
| Los Angeles 1984 (detalhes)      | Henry Tillman USA Estados Unidos    | Willie DeWit CAN Canadá           | Angelo Musone ITA ItáliaArnold Vanderlyde NED Países Baixos          |
| Seul 1988 (detalhes)             | Ray Mercer USA Estados Unidos       | Baik Hyun-man KOR Coreia do Sul   | Andrzej Gołota POL PolôniaArnold Vanderlyde NED Países Baixos        |
| Barcelona 1992 (detalhes)        | Félix Savón CUB Cuba                | David Izonritei NGR Nigéria       | David Tua NZL Nova ZelândiaArnold Vanderlyde NED Países Baixos       |
| Atlanta 1996 (detalhes)          | Félix Savón CUB Cuba                | David Defiagbon CAN Canadá        | Nate Jones USA Estados UnidosLuan Krasniqi GER Alemanha              |
| Sydney 2000 (detalhes)           | Félix Savón CUB Cuba                | Sultan Ibragimov RUS Rússia       | Vladimer Chanturia GEO GeórgiaSebastian Köber GER Alemanha           |
| Atenas 2004 (detalhes)           | Odlanier Solís CUB Cuba             | Viktor Zuyev BLR Bielorrússia     | Mohamed Elsayed EGY EgitoNaser Al Shami SYR Síria                    |
| Pequim 2008 (detalhes)           | Rakhim Chakhkiev RUS Rússia         | Clemente Russo ITA Itália         | Osmay Acosta CUB CubaDeontay Wilder USA Estados Unidos               |
| Londres 2012 (detalhes)          | Oleksandr Usyk UKR Ucrânia          | Clemente Russo ITA Itália         | Tervel Pulev BUL BulgáriaTeymur Mammadov AZE Azerbaijão              |
| Rio 2016 (detalhes)              | Evgeny Tishchenko RUS Rússia        | Vasiliy Levit KAZ Cazaquistão     | Rustam Tulaganov UZB UzbequistãoErislandy Savón CUB Cuba             |
| Tóquio 2020 (detalhes)           | Julio César La Cruz CUB Cuba        | Muslim Gadzhimagomedov ROC        | Abner Teixeira BRA Brasil David Nyika NZL Nova Zelândia              |
| Paris 2024 (detalhes)            | Lazizbek Mullojonov UZB Uzbequistão | Loren Alfonso AZE Azerbaijão      | Davlat Boltaev TJK Tajiquistão Enmanuel Reyes ESP Espanha            |

#### Peso superpesado
- Mais de 91 kg: 1984–2020
- Mais de 92 kg: 2024

| Evento                      | Ouro                             | Prata                                  | Bronze                                                                      |
| --------------------------- | -------------------------------- | -------------------------------------- | --------------------------------------------------------------------------- |
| Los Angeles 1984 (detalhes) | Tyrell Biggs USA Estados Unidos  | Francesco Damiani ITA Itália           | Aziz Salihu YUG IugosláviaRobert Wells GBR Grã-Bretanha                     |
| Seul 1988 (detalhes)        | Lennox Lewis CAN Canadá          | Riddick Bowe USA Estados Unidos        | Janusz Zarenkiewicz POL PolôniaAleksandr Miroshnichenko URS União Soviética |
| Barcelona 1992 (detalhes)   | Roberto Balado CUB Cuba          | Richard Igbineghu NGR Nigéria          | Svilen Rusinov BUL BulgáriaBrian Nielsen DEN Dinamarca                      |
| Atlanta 1996 (detalhes)     | Wladimir Klitschko UKR Ucrânia   | Paea Wolfgram TGA Tonga                | Alexei Lezin RUS RússiaDuncan Dokiwari NGR Nigéria                          |
| Sydney 2000 (detalhes)      | Audley Harrison GBR Grã-Bretanha | Mukhtarkhan Dildabekov KAZ Cazaquistão | Paolo Vidoz ITA ItáliaRustam Saidov UZB Uzbequistão                         |
| Atenas 2004 (detalhes)      | Aleksandr Povetkin RUS Rússia    | Mohamed Aly EGY Egito                  | Michel López Núñez CUB CubaRoberto Cammarelle ITA Itália                    |
| Pequim 2008 (detalhes)      | Roberto Cammarelle ITA Itália    | Zhang Zhilei CHN China                 | Vyacheslav Glazkov UKR UcrâniaDavid Price GBR Grã-Bretanha                  |
| Londres 2012 (detalhes)     | Anthony Joshua GBR Grã-Bretanha  | Roberto Cammarelle ITA Itália          | Magomedrasul Majidov AZE AzerbaijãoTeymur Mammadov KAZ Cazaquistão          |
| Rio 2016 (detalhes)         | Tony Yoka FRA França             | Joe Joyce GBR Grã-Bretanha             | Filip Hrgović CRO CroáciaIvan Dychko KAZ Cazaquistão                        |
| Tóquio 2020 (detalhes)      | Bakhodir Jalolov UZB Uzbequistão | Richard Torrez USA Estados Unidos      | Frazer Clarke GBR Grã-Bretanha Kamshybek Kunkabayev KAZ Cazaquistão         |
| Paris 2024 (detalhes)       | Bakhodir Jalolov UZB Uzbequistão | Ayoub Ghadfa ESP Espanha               | Nelvie Tiafack GER Alemanha Djamili-Dini Aboudou Moindze FRA França         |

### Feminino

#### Peso mosca
- Até 50 kg: 2024
- Até 51 kg: 2012–2020

| Evento                  | Ouro                          | Prata                          | Bronze                                                     |
| ----------------------- | ----------------------------- | ------------------------------ | ---------------------------------------------------------- |
| Londres 2012 (detalhes) | Nicola Adams GBR Grã-Bretanha | Ren Cancan CHN China           | Marlen Esparza USA Estados UnidosMary Kom IND Índia        |
| Rio 2016 (detalhes)     | Nicola Adams GBR Grã-Bretanha | Sarah Ourahmoune FRA França    | Ren Cancan CHN ChinaIngrit Valencia COL Colômbia           |
| Tóquio 2020 (detalhes)  | Stoyka Krasteva BUL Bulgária  | Buse Naz Çakıroğlu TUR Turquia | Tsukimi Namiki JPN Japão Huang Hsiao-wen TPE Taipé Chinês  |
| Paris 2024 (detalhes)   | Wu Yu CHN China               | Buse Naz Çakıroğlu TUR Turquia | Nazym Kyzaibay KAZ Cazaquistão Aira Villegas PHI Filipinas |

#### Peso galo
- Até 54 kg: 2024

| Evento                | Ouro                 | Prata                    | Bronze                                                      |
| --------------------- | -------------------- | ------------------------ | ----------------------------------------------------------- |
| Paris 2024 (detalhes) | Chang Yuan CHN China | Hatice Akbaş TUR Turquia | Pang Chol-mi PRK Coreia do Norte Im Ae-ji KOR Coreia do Sul |

#### Peso pena
- Até 57 kg: 2020–2024

| Evento                 | Ouro                         | Prata                        | Bronze                                                     |
| ---------------------- | ---------------------------- | ---------------------------- | ---------------------------------------------------------- |
| Tóquio 2020 (detalhes) | Sena Irie JPN Japão          | Nesthy Petecio PHI Filipinas | Karriss Artingstall GBR Grã-Bretanha Irma Testa ITA Itália |
| Paris 2024 (detalhes)  | Lin Yu-ting TPE Taipé Chinês | Julia Szeremeta POL Polônia  | Esra Yıldız TUR Turquia Nesthy Petecio PHI Filipinas       |

#### Peso leve
- Até 60 kg: 2012–2024

| Evento                  | Ouro                          | Prata                       | Bronze                                                       |
| ----------------------- | ----------------------------- | --------------------------- | ------------------------------------------------------------ |
| Londres 2012 (detalhes) | Katie Taylor IRL Irlanda      | Sofya Ochigava RUS Rússia   | Mavzuna Chorieva TJK TajiquistãoAdriana Araújo BRA Brasil    |
| Rio 2016 (detalhes)     | Estelle Mossely FRA França    | Yin Junhua CHN China        | Mira Potkonen FIN FinlândiaAnastasia Belyakova RUS Rússia    |
| Tóquio 2020 (detalhes)  | Kellie Harrington IRL Irlanda | Beatriz Ferreira BRA Brasil | Sudaporn Seesondee THA Tailândia Mira Potkonen FIN Finlândia |
| Paris 2024 (detalhes)   | Kellie Harrington IRL Irlanda | Yang Wenlu CHN China        | Beatriz Ferreira BRA Brasil Wu Shih-yi TPE Taipé Chinês      |

#### Peso meio-médio
- Até 66 kg: 2024
- Até 69 kg: 2020

| Evento                 | Ouro                          | Prata              | Bronze                                                             |
| ---------------------- | ----------------------------- | ------------------ | ------------------------------------------------------------------ |
| Tóquio 2020 (detalhes) | Busenaz Sürmeneli TUR Turquia | Gu Hong CHN China  | Lovlina Borgohain IND Índia Oshae Jones USA Estados Unidos         |
| Paris 2024 (detalhes)  | Imane Khelif ALG Argélia      | Yang Liu CHN China | Janjaem Suwannapheng THA Tailândia Chen Nien-chin TPE Taipé Chinês |

#### Peso médio

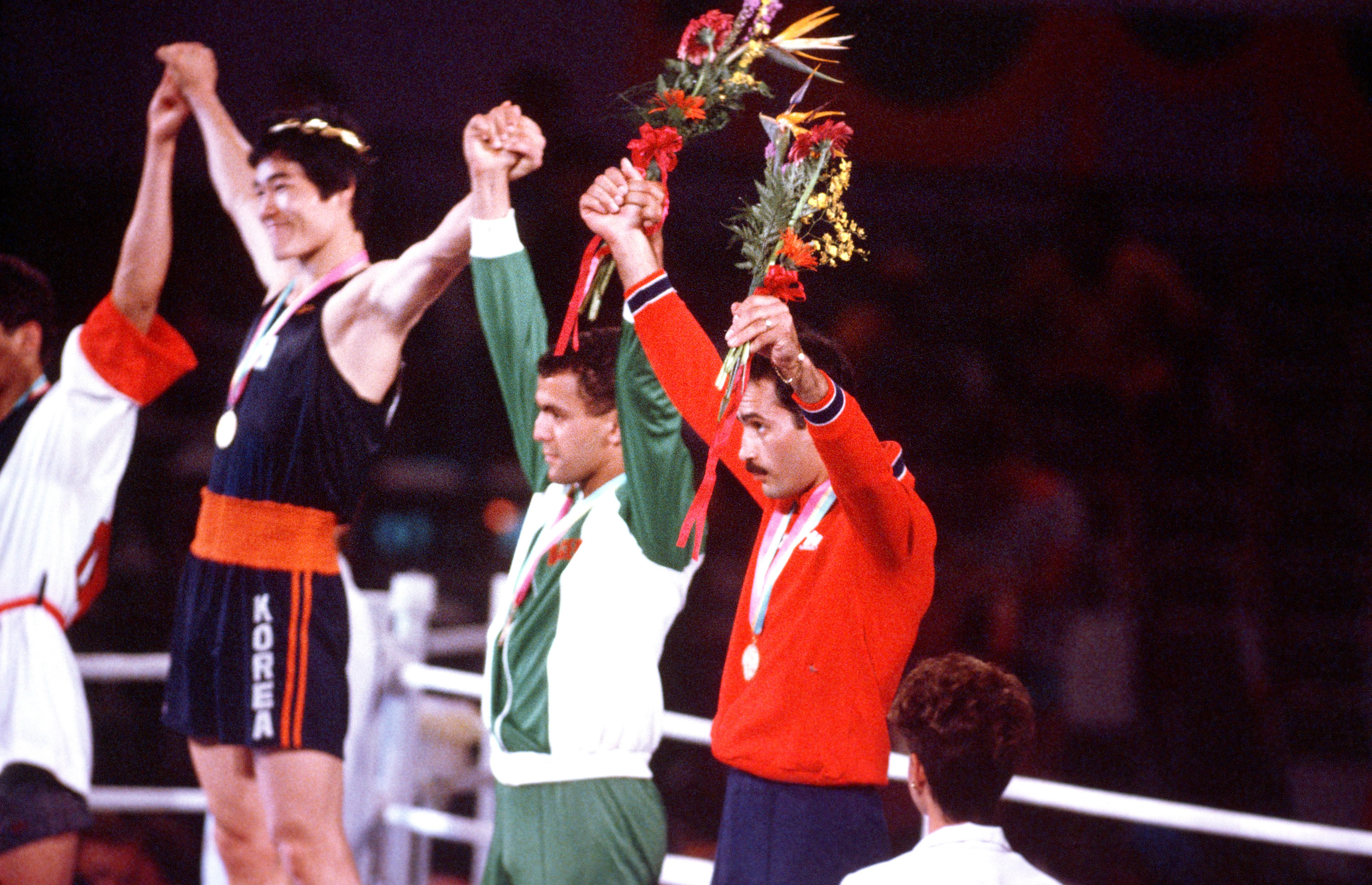
Pódio da categoria nos Jogos de 1984.

- Até 75 kg: 2012–2024

| Evento                  | Ouro                                | Prata                             | Bronze                                                                      |
| ----------------------- | ----------------------------------- | --------------------------------- | --------------------------------------------------------------------------- |
| Londres 2012 (detalhes) | Claressa Shields USA Estados Unidos | Nadezhda Torlopova RUS Rússia     | Marina Volnova KAZ CazaquistãoLi Jinzi CHN China                            |
| Rio 2016 (detalhes)     | Claressa Shields USA Estados Unidos | Nouchka Fontijn NED Países Baixos | Dariga Shakimova KAZ CazaquistãoLi Qian CHN China                           |
| Tóquio 2020 (detalhes)  | Lauren Price GBR Grã-Bretanha       | Li Qian CHN China                 | Nouchka Fontijn NED Países Baixos Zemfira Magomedalieva ROC                 |
| Paris 2024 (detalhes)   | Li Qian CHN China                   | Atheyna Bylon PAN Panamá          | Caitlin Parker AUS Austrália Cindy Ngamba EOR Equipe Olímpica de Refugiados |

## Eventos passados

### Masculino

#### Peso mosca-ligeiro
- Até 48 kg: 1968–2008
- Até 49 kg: 2012–2016

| Evento                           | Ouro                               | Prata                               | Bronze                                                         |
| -------------------------------- | ---------------------------------- | ----------------------------------- | -------------------------------------------------------------- |
| Cidade do México 1968 (detalhes) | Francisco Rodríguez VEN Venezuela  | Jee Yong-ju KOR Coreia do Sul       | Harlan Marbley USA Estados UnidosHubert Skrzypczak POL Polônia |
| Munique 1972 (detalhes)          | György Gedó HUN Hungria            | Kim U-gil PRK Coreia do Norte       | Ralph Evans GBR Grã-BretanhaEnrique Rodríguez ESP Espanha      |
| Montreal 1976 (detalhes)         | Jorge Hernández CUB Cuba           | Lee Byong-uk PRK Coreia do Norte    | Orlando Maldonado PUR Porto RicoPayao Pooltarat THA Tailândia  |
| Moscou 1980 (detalhes)           | Shamil Sabirov URS União Soviética | Hipólito Ramos CUB Cuba             | Ismail Mustafov BUL BulgáriaLee Byong-uk PRK Coreia do Norte   |
| Los Angeles 1984 (detalhes)      | Paul Gonzales USA Estados Unidos   | Salvatore Todisco ITA Itália        | Marcelino Bolívar VEN VenezuelaKeith Mwila ZAM Zâmbia          |
| Seul 1988 (detalhes)             | Ivailo Marinov BUL Bulgária        | Michael Carbajal USA Estados Unidos | Róbert Isaszegi HUN HungriaLeopoldo Serrantes PHI Filipinas    |
| Barcelona 1992 (detalhes)        | Rogelio Marcelo CUB Cuba           | Daniel Petrov BUL Bulgária          | Jan Quast GER AlemanhaRoel Velasco PHI Filipinas               |
| Atlanta 1996 (detalhes)          | Daniel Petrov BUL Bulgária         | Mansueto Velasco PHI Filipinas      | Oleg Kiryukhin UKR UcrâniaRafael Lozano ESP Espanha            |
| Sydney 2000 (detalhes)           | Brahim Asloum FRA França           | Rafael Lozano ESP Espanha           | Kim Un-chol PRK Coreia do NorteMaikro Romero CUB Cuba          |
| Atenas 2004 (detalhes)           | Yan Bartelemí CUB Cuba             | Atagün Yalçınkaya TUR Turquia       | Zou Shiming CHN ChinaSergey Kazakov RUS Rússia                 |
| Pequim 2008 (detalhes)           | Zou Shiming CHN China              | Pürevdorjiin Serdamba MGL Mongólia  | Paddy Barnes IRL IrlandaYampier Hernández CUB Cuba             |
| Londres 2012 (detalhes)          | Zou Shiming CHN China              | Kaeo Pongprayoon THA Tailândia      | Paddy Barnes IRL IrlandaDavid Ayrapetyan RUS Rússia            |
| Rio 2016 (detalhes)              | Hasanboy Dusmatov UZB Uzbequistão  | Yuberjén Martínez COL Colômbia      | Joahnys Argilagos CUB CubaNico Hernández USA Estados Unidos    |

#### Peso galo
- Até 52,2 kg (115 lb): 1904
- Até 52,6 kg (116 lb): 1908
- Até 53,5 kg (118 lb): 1920–1928
- Até 54,0 kg (119 lb): 1932–1936
- Até 54 kg: 1948–2008
- Até 56 kg: 2012–2016

| Evento                           | Ouro                                     | Prata                                | Bronze                                                             |
| -------------------------------- | ---------------------------------------- | ------------------------------------ | ------------------------------------------------------------------ |
| St. Louis 1904 (detalhes)        | Oliver Kirk USA Estados Unidos           | George Finnegan USA Estados Unidos   | Nenhuma                                                            |
| Londres 1908 (detalhes)          | Henry Thomas GBR Grã-Bretanha            | John Condon GBR Grã-Bretanha         | William Webb GBR Grã-Bretanha                                      |
| Antuérpia 1920 (detalhes)        | Clarence Walker RSA África do Sul        | Clifford Graham CAN Canadá           | George McKenzie GBR Grã-Bretanha                                   |
| Paris 1924 (detalhes)            | William Smith RSA África do Sul          | Salvatore Tripoli USA Estados Unidos | Jean Ces FRA França                                                |
| Amsterdã 1928 (detalhes)         | Vittorio Tamagnini ITA Itália            | John Daley USA Estados Unidos        | Harry Isaacs RSA África do Sul                                     |
| Los Angeles 1932 (detalhes)      | Horace Gwynne CAN Canadá                 | Hans Ziglarski GER Alemanha          | José Villanueva PHI Filipinas                                      |
| Berlim 1936 (detalhes)           | Ulderico Sergo ITA Itália                | Jack Wilson USA Estados Unidos       | Fidel Ortiz MEX México                                             |
| Londres 1948 (detalhes)          | Tibor Csík HUN Hungria                   | Giovanni Battista Zuddas ITA Itália  | Juan Venegas PUR Porto Rico                                        |
| Helsinque 1952 (detalhes)        | Pentti Hämäläinen FIN Finlândia          | John McNally IRL Irlanda             | Gennady Garbuzov URS União SoviéticaKang Joon-ho KOR Coreia do Sul |
| Melbourne 1956 (detalhes)        | Wolfgang Behrendt EUA Equipe Alemã Unida | Song Soon-chun KOR Coreia do Sul     | Claudio Barrientos CHI ChileFrederick Gilroy IRL Irlanda           |
| Roma 1960 (detalhes)             | Oleg Grigoryev URS União Soviética       | Primo Zamparini ITA Itália           | Brunon Bendig POL PolôniaOliver Taylor AUS Austrália               |
| Tóquio 1964 (detalhes)           | Takao Sakurai JPN Japão                  | Chung Shin-cho KOR Coreia do Sul     | Juan Fabila Mendoza MEX MéxicoWashington Rodríguez URU Uruguai     |
| Cidade do México 1968 (detalhes) | Valerian Sokolov URS União Soviética     | Eridari Mukwanga UGA Uganda          | Chang Kyou-chul KOR Coreia do SulEiji Morioka JPN Japão            |
| Munique 1972 (detalhes)          | Orlando Martínez CUB Cuba                | Alfonso Zamora MEX México            | Ricardo Carreras USA Estados UnidosGeorge Turpin GBR Grã-Bretanha  |
| Montreal 1976 (detalhes)         | Gu Yong-ju PRK Coreia do Norte           | Charles Mooney USA Estados Unidos    | Patrick Cowdell GBR Grã-BretanhaViktor Rybakov URS União Soviética |
| Moscou 1980 (detalhes)           | Juan Bautista Hernández Pérez CUB Cuba   | Bernardo Piñango VEN Venezuela       | Michael Anthony GUY GuianaDumitru Cipere ROU Romênia               |
| Los Angeles 1984 (detalhes)      | Maurizio Stecca ITA Itália               | Héctor López MEX México              | Pedro Nolasco DOM República DominicanaDale Walters CAN Canadá      |
| Seul 1988 (detalhes)             | Kennedy McKinney USA Estados Unidos      | Aleksandar Hristov BUL Bulgária      | Phajol Moolsan THA TailândiaJorge Julio Rocha COL Colômbia         |
| Barcelona 1992 (detalhes)        | Joel Casamayor CUB Cuba                  | Wayne McCullough IRL Irlanda         | Mohammed Achik MAR MarrocosLi Gwang-sik PRK Coreia do Norte        |
| Atlanta 1996 (detalhes)          | István Kovács HUN Hungria                | Arnaldo Mesa CUB Cuba                | Vichairachanon Khadpo THA TailândiaRaimkul Malakhbekov RUS Rússia  |
| Sydney 2000 (detalhes)           | Guillermo Rigondeaux CUB Cuba            | Raimkul Malakhbekov RUS Rússia       | Sergey Danilchenko UKR UcrâniaClarence Vinson USA Estados Unidos   |
| Atenas 2004 (detalhes)           | Guillermo Rigondeaux CUB Cuba            | Worapoj Petchkoom THA Tailândia      | Aghasi Mammadov AZE AzerbaijãoBahodirjon Sooltonov UZB Uzbequistão |
| Pequim 2008 (detalhes)           | Enkhbatyn Badar-Uugan MGL Mongólia       | Yankiel León CUB Cuba                | Bruno Julie MRI MaurícioVeaceslav Gojan MDA Moldávia               |
| Londres 2012 (detalhes)          | Luke Campbell GBR Grã-Bretanha           | John Joe Nevin IRL Irlanda           | Lázaro Álvarez CUB CubaSatoshi Shimizu JPN Japão                   |
| Rio 2016 (detalhes)              | Robeisy Ramírez CUB Cuba                 | Shakur Stevenson USA Estados Unidos  | Vladimir Nikitin RUS RússiaMurodjon Akhmadaliev UZB Uzbequistão    |

#### Peso meio-médio-ligeiro
- Até 63,5 kg: 1952–2000
- Até 64 kg: 2004–2016

| Evento                           | Ouro                                       | Prata                                | Bronze                                                                 |
| -------------------------------- | ------------------------------------------ | ------------------------------------ | ---------------------------------------------------------------------- |
| Helsinque 1952 (detalhes)        | Charles Adkins USA Estados Unidos          | Viktor Mednov URS União Soviética    | Erkki Mallenius FIN FinlândiaBruno Visintin ITA Itália                 |
| Melbourne 1956 (detalhes)        | Vladimir Yengibaryan URS União Soviética   | Franco Nenci ITA Itália              | Constantin Dumitrescu ROU RomêniaHenry Loubscher RSA África do Sul     |
| Roma 1960 (detalhes)             | Bohumil Němeček TCH Checoslováquia         | Clement Quartey GHA Gana             | Quincey Daniels USA Estados UnidosMarian Kasprzyk POL Polônia          |
| Tóquio 1964 (detalhes)           | Jerzy Kulej POL Polônia                    | Yevgeny Frolov URS União Soviética   | Eddie Blay GHA GanaHabib Galhia TUN Tunísia                            |
| Cidade do México 1968 (detalhes) | Jerzy Kulej POL Polônia                    | Enrique Regüeiferos CUB Cuba         | Arto Nilsson FIN FinlândiaJames Wallington USA Estados Unidos          |
| Munique 1972 (detalhes)          | Ray Seales USA Estados Unidos              | Angel Angelov BUL Bulgária           | Issake Dabore NIG NígerZvonimir Vujin YUG Iugoslávia                   |
| Montreal 1976 (detalhes)         | Ray Leonard USA Estados Unidos             | Andrés Aldama CUB Cuba               | Vladimir Kolev BUL BulgáriaKazimierz Szczerba POL Polônia              |
| Moscou 1980 (detalhes)           | Patrizio Oliva ITA Itália                  | Serik Konakbayev URS União Soviética | José Aguilar CUB CubaTony Willis GBR Grã-Bretanha                      |
| Los Angeles 1984 (detalhes)      | Jerry Page USA Estados Unidos              | Dhawee Umponmaha THA Tailândia       | Mircea Fulger ROU RomêniaMirko Puzović YUG Iugoslávia                  |
| Seul 1988 (detalhes)             | Vyacheslav Yanovskiy URS União Soviética   | Grahame Cheney AUS Austrália         | Reiner Gies FRG Alemanha OcidentalLars Myrberg SWE Suécia              |
| Barcelona 1992 (detalhes)        | Héctor Vinent CUB Cuba                     | Mark Leduc CAN Canadá                | Leonard Doroftei ROU RomêniaJyri Kjäll FIN Finlândia                   |
| Atlanta 1996 (detalhes)          | Héctor Vinent CUB Cuba                     | Oktay Urkal GER Alemanha             | Fethi Missaoui TUN TunísiaBolat Niyazymbetov KAZ Cazaquistão           |
| Sydney 2000 (detalhes)           | Mahammatkodir Abdoollayev UZB Uzbequistão  | Ricardo Williams USA Estados Unidos  | Mohamed Allalou ALG ArgéliaDiógenes Luna CUB Cuba                      |
| Atenas 2004 (detalhes)           | Manus Boonjumnong THA Tailândia            | Yudel Johnson CUB Cuba               | Boris Georgiev BUL BulgáriaIonuț Gheorghe ROU Romênia                  |
| Pequim 2008 (detalhes)           | Manuel Félix Díaz DOM República Dominicana | Manus Boonjumnong THA Tailândia      | Roniel Iglesias CUB CubaAlexis Vastine FRA França                      |
| Londres 2012 (detalhes)          | Roniel Iglesias CUB Cuba                   | Denys Berinchyk UKR Ucrânia          | Vincenzo Mangiacapre ITA ItáliaUranchimegiin Mönkh-Erdene MGL Mongólia |
| Rio 2016 (detalhes)              | Fazliddin Gaibnazarov UZB Uzbequistão      | Lorenzo Sotomayor AZE Azerbaijão     | Vitaly Dunaytsev RUS RússiaArtem Harutyunyan GER Alemanha              |

#### Peso supermédio
- Até 71 kg: 1952–2000

| Evento                           | Ouro                                   | Prata                                   | Bronze                                                              |
| -------------------------------- | -------------------------------------- | --------------------------------------- | ------------------------------------------------------------------- |
| Helsinque 1952 (detalhes)        | László Papp HUN Hungria                | Theunis van Schalkwyk RSA África do Sul | Eladio Herrera ARG ArgentinaBoris Tishin URS União Soviética        |
| Melbourne 1956 (detalhes)        | László Papp HUN Hungria                | José Torres USA Estados Unidos          | John McCormack GBR Grã-BretanhaZbigniew Pietrzykowski POL Polônia   |
| Roma 1960 (detalhes)             | Wilbert McClure USA Estados Unidos     | Carmelo Bossi ITA Itália                | William Fisher GBR Grã-BretanhaBoris Lagutin URS União Soviética    |
| Tóquio 1964 (detalhes)           | Boris Lagutin URS União Soviética      | Joseph Gonzales FRA França              | Józef Grzesiak POL PolôniaNojim Maiyegun NGR Nigéria                |
| Cidade do México 1968 (detalhes) | Boris Lagutin URS União Soviética      | Rolando Garbey CUB Cuba                 | John Baldwin USA Estados UnidosGünther Meier FRG Alemanha Ocidental |
| Munique 1972 (detalhes)          | Dieter Kottysch FRG Alemanha Ocidental | Wiesław Rudkowski POL Polônia           | Alan Minter GBR Grã-BretanhaPeter Tiepold GDR Alemanha Oriental     |
| Montreal 1976 (detalhes)         | Jerzy Rybicki POL Polônia              | Tadija Kačar YUG Iugoslávia             | Rolando Garbey CUB CubaViktor Savchenko URS União Soviética         |
| Moscou 1980 (detalhes)           | Armando Martínez CUB Cuba              | Aleksandr Koshkyn URS União Soviética   | Ján Franek TCH ChecoslováquiaDetlef Kästner GDR Alemanha Oriental   |
| Los Angeles 1984 (detalhes)      | Frank Tate USA Estados Unidos          | Shawn O'Sullivan CAN Canadá             | Christophe Tiozzo FRA FrançaManfred Zielonka FRG Alemanha Ocidental |
| Seul 1988 (detalhes)             | Park Si-hun KOR Coreia do Sul          | Roy Jones Jr. USA Estados Unidos        | Ray Downey CAN CanadáRichie Woodhall GBR Grã-Bretanha               |
| Barcelona 1992 (detalhes)        | Juan Carlos Lemus CUB Cuba             | Orhan Delibas NED Países Baixos         | György Mizsei HUN HungriaRobin Reid GBR Grã-Bretanha                |
| Atlanta 1996 (detalhes)          | David Reid USA Estados Unidos          | Alfredo Duvergal CUB Cuba               | Yermakhan Ibraimov KAZ CazaquistãoKarim Tulaganov UZB Uzbequistão   |
| Sydney 2000 (detalhes)           | Yermakhan Ibraimov KAZ Cazaquistão     | Marian Simion ROU Romênia               | Jermain Taylor USA Estados UnidosPornchai Thongburan THA Tailândia  |

#### Peso médio
- Até 71,7 kg (158 lb): 1904–1908
- Até 72,6 kg (160 lb): 1920–1936
- Até 73 kg: 1948
- Até 75 kg: 1952–2020

| Evento                           | Ouro                                    | Prata                                | Bronze                                                               |
| -------------------------------- | --------------------------------------- | ------------------------------------ | -------------------------------------------------------------------- |
| St. Louis 1904 (detalhes)        | Charles Mayer USA Estados Unidos        | Benjamin Spradley USA Estados Unidos | Nenhuma                                                              |
| Londres 1908 (detalhes)          | Johnny Douglas GBR Grã-Bretanha         | Reginald Baker ANZ Australásia       | William Philo GBR Grã-Bretanha                                       |
| Antuérpia 1920 (detalhes)        | Harry Mallin GBR Grã-Bretanha           | Arthur Prud'Homme CAN Canadá         | Moe Herscovitch CAN Canadá                                           |
| Paris 1924 (detalhes)            | Harry Mallin GBR Grã-Bretanha           | John Elliott GBR Grã-Bretanha        | Joseph Jules Beecken BEL Bélgica                                     |
| Amsterdã 1928 (detalhes)         | Piero Toscani ITA Itália                | Jan Heřmánek TCH Checoslováquia      | Leonard Steyaert BEL Bélgica                                         |
| Los Angeles 1932 (detalhes)      | Carmen Barth USA Estados Unidos         | Amado Azar ARG Argentina             | Ernest Peirce RSA África do Sul                                      |
| Berlim 1936 (detalhes)           | Jean Despeaux FRA França                | Henry Tiller NOR Noruega             | Raúl Villareal ARG Argentina                                         |
| Londres 1948 (detalhes)          | László Papp HUN Hungria                 | Johnny Wright GBR Grã-Bretanha       | Ivano Fontana ITA Itália                                             |
| Helsinque 1952 (detalhes)        | Floyd Patterson USA Estados Unidos      | Vasile Tiță ROU Romênia              | Boris Nikolov BUL BulgáriaStig Sjölin SWE Suécia                     |
| Melbourne 1956 (detalhes)        | Gennadi Shatkov URS União Soviética     | Ramón Tapia CHI Chile                | Gilbert Chapron FRA FrançaVíctor Zalazar ARG Argentina               |
| Roma 1960 (detalhes)             | Eddie Crook Jr. USA Estados Unidos      | Tadeusz Walasek POL Polônia          | Yevgeny Feofanov URS União SoviéticaIon Monea ROU Romênia            |
| Tóquio 1964 (detalhes)           | Valeri Popenchenko URS União Soviética  | Emil Schulz EUA Equipe Alemã Unida   | Franco Valle ITA ItáliaTadeusz Walasek POL Polônia                   |
| Cidade do México 1968 (detalhes) | Chris Finnegan GBR Grã-Bretanha         | Aleksei Kiselyov URS União Soviética | Alfred Jones USA Estados UnidosAgustín Zaragoza MEX México           |
| Munique 1972 (detalhes)          | Vyacheslav Lemeshev URS União Soviética | Reima Virtanen FIN Finlândia         | Prince Amartey GHA GanaMarvin Johnson USA Estados Unidos             |
| Montreal 1976 (detalhes)         | Michael Spinks USA Estados Unidos       | Rufat Riskiyev URS União Soviética   | Luis Martínez CUB CubaAlec Năstac ROU Romênia                        |
| Moscou 1980 (detalhes)           | José Gómez Mustelier CUB Cuba           | Viktor Savchenko URS União Soviética | Jerzy Rybicki POL PolôniaValentin Silaghi ROU Romênia                |
| Los Angeles 1984 (detalhes)      | Shin Joon-sup KOR Coreia do Sul         | Virgil Hill USA Estados Unidos       | Aristides González PUR Porto RicoMohamed Zaoui ALG Argélia           |
| Seul 1988 (detalhes)             | Henry Maske GDR Alemanha Oriental       | Egerton Marcus CAN Canadá            | Chris Sande KEN QuêniaHussain Shah Syed PAK Paquistão                |
| Barcelona 1992 (detalhes)        | Ariel Hernández CUB Cuba                | Chris Byrd USA Estados Unidos        | Chris Johnson CAN CanadáLee Seung-bae KOR Coreia do Sul              |
| Atlanta 1996 (detalhes)          | Ariel Hernández CUB Cuba                | Malik Beyleroglu TUR Turquia         | Mohamed Bahari ALG ArgéliaRhoshii Wells USA Estados Unidos           |
| Sydney 2000 (detalhes)           | Jorge Gutiérrez CUB Cuba                | Gaydarbek Gaydarbekov RUS Rússia     | Vugar Alakbarov AZE AzerbaijãoZsolt Erdei HUN Hungria                |
| Atenas 2004 (detalhes)           | Gaydarbek Gaydarbekov RUS Rússia        | Gennady Golovkin KAZ Cazaquistão     | Prasathinphimai Suriya THA TailândiaAndre Dirrell USA Estados Unidos |
| Pequim 2008 (detalhes)           | James DeGale GBR Grã-Bretanha           | Emilio Correa Bayeaux CUB Cuba       | Darren Sutherland IRL IrlandaVijender Kumar IND Índia                |
| Londres 2012 (detalhes)          | Ryōta Murata JPN Japão                  | Esquiva Falcão Florentino BRA Brasil | Anthony Ogogo GBR Grã-BretanhaAbbos Atoev UZB Uzbequistão            |
| Rio 2016 (detalhes)              | Arlen López CUB Cuba                    | Bektemir Melikuziev UZB Uzbequistão  | Misael Rodríguez MEX MéxicoKamran Shakhsuvarly AZE Azerbaijão        |
| Tóquio 2020 (detalhes)           | Hebert Conceição BRA Brasil             | Oleksandr Khyzhniak UKR Ucrânia      | Gleb Bakshi ROC Eumir Marcial PHI Filipinas                          |